# 费尚
费尚（法語：Féchain，法語發音：[feʃɛ̃]）是法国上法兰西大区北部省的一个市镇，位于该省中东部，属于杜埃区。

## 地理
费尚（50°15'56"N, 3°12'50"E）面积5.14 平方千米，位于法国上法蘭西大區北部省，该省份为法国最北部的省份及最长的省份，西北濒北海，西接加来海峡省，南至埃纳省和索姆省，东与比利时接壤。
与费尚接壤的市镇（或旧市镇、城区）包括：马尔康奥斯特雷旺、瓦讷欧巴克、欧比尼欧巴克、弗雷桑、弗雷西、昂朗格莱。

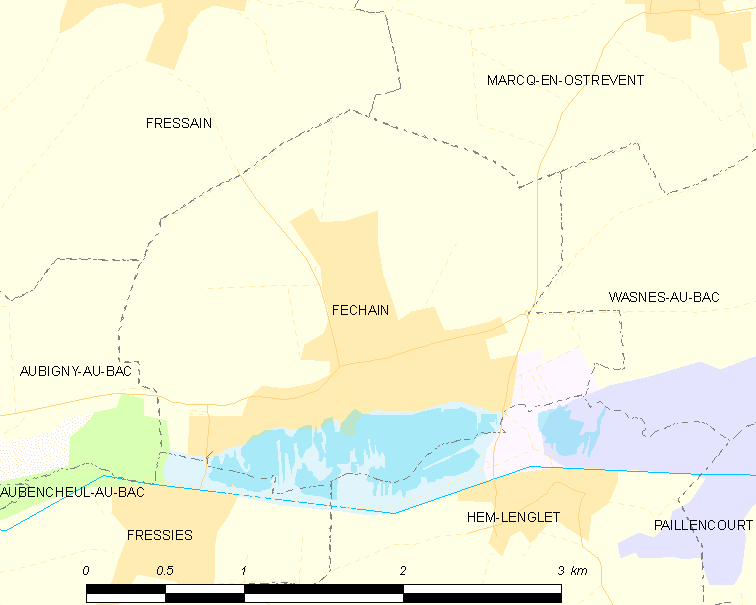
费尚的OSM定位图

费尚的时区为UTC+01:00、UTC+02:00（夏令时）。

## 行政
费尚的邮政编码为59247，INSEE市镇编码为59224。

## 政治
费尚所属的省级选区为阿尼什县。

## 人口

1962-2008年间费尚人口变化图示

费尚于2022年1月1日时的人口数量为1654人。